# 东岳庙乡
东岳庙乡，是中华人民共和国湖南省常德市汉寿县下辖的一个乡镇级行政单位。

## 行政区划
东岳庙乡下辖以下地区：
龙金社区、东岳村、荆竹村、龙形村、包狮村、团坪村、綦桥村、笔架村、蔡巷村、白马庙村、东流冲村、杨柳村、潘桥村、横山村、楼背村、金牛村、白竹村、杨梅村、李家村、燕窝村、朝阳庵村和高岩村。